# 격침 톤수에 따른 유보트 함장 목록
격침 톤수에 따른 유보트 정장 목록은 2차례의 세계 대전 동안에 총 격침 톤수를 기준으로 한 독일 유보트 정장들의 목록이다.
격침톤수 및 척수는 아직 많은 역사가들 사이에선 논쟁거리다. 이것은 당시 벌어진 호송선단 전투에서 카를 되니츠 제독이 입안한 늑대떼 전술 교리에 따라 야간에 여러 척의 유보트가 협동 공격을 벌여 여러 척이 동시에 한 척의 수송선을 어뢰로 공격했기 때문이다. 비록 전쟁 후에 의심스러운 자료가 수정되었지만, 여전히 의문점은 존재한다.

## 제1차 세계 대전
다음은 제1차 세계 대전 동안에 총 격침톤수에 따른 유보트 지휘관 목록이다. 여기에는 상선만 포함되어 있으며 전함이나 손상을 입은 경우는 제외되어 있다.
| 순위 | 정장 이름                                                        | 초계 회수 | 격침 척수 | 총 톤수    |
| ---- | ---------------------------------------------------------------- | --------- | --------- | ---------- |
| 1위  | 로타르 폰 아놀트 데 라 페리에 (Lothar von Arnauld de la Periere) | 15회      | 194척     | 453,716 톤 |
| 2위  | 발터 포츠만 (Walther Forstmann)                                  | *         | *         | 384,300 톤 |
| 3위  | 막스 팔렌티너 (Max Valentiner)                                   | *         | 150척     | 299,300 톤 |
| 4위  | 오토 쉬타인브링크 (Otto Steinbrinck)                             | *         | *         | 231.614 톤 |
| 5위  | 한스 로제 (Hans Rose)                                            | *         | *         | 213.900 톤 |
| 6위  | 발터 슈비거 (Walther Schwieger)                                  | 34회      | 49척      | 183.883 톤 |
| 7위  | 라인홀트 잘츠베델 (Reinhold Saltzwedel)                          | *         | 111척     | 170,526 톤 |
| 8위  | 요하네스 로흐 (Johannes Lohs)                                    | *         | *         | 165.000 톤 |
| 9위  | 발데마르 코파멜 (Waldemar Kophamel)                              | *         | 54척      | 148.852 톤 |

## 제2차 세계 대전
다음은 제2차 세계 대전 당시 총 격침톤수에 따른 독일군 유보트 함장들 순위다. 역시 마찬가지로 군함 및 피해만 입은 배는 제외되었고, 오직 격침된 상선의 톤수만 포함되어 있다.
| 순위 | 함장 이름                                                    | 초계 회수 | 격침 척수 | 총 톤수    |
| ---- | ------------------------------------------------------------ | --------- | --------- | ---------- |
| 1위  | 오토 크레치머 (Otto Kretschmer)                              | 16회      | 46척      | 273,043 톤 |
| 2위  | 볼프강 루트 (Wolfgang Luth)                                  | 15회      | 46척      | 225,204 톤 |
| 3위  | 에리히 토프 (Erich Topp)                                     | 12회      | 35척      | 197,460 톤 |
| 4위  | 하인리히 리베 (Heinrich Liebe)                               | 9회       | 34척      | 187,267 톤 |
| 5위  | 빅토르 슈체 (Viktor Schutze)                                 | 7회       | 35척      | 180,073 톤 |
| 6위  | 하인리히 레만-빌렌브로크 (Heinrich Lehmann-Willenbrock)      | 10회      | 25척      | 179,125 톤 |
| 7위  | 카를 프리드리히 머텐 (Karl-Friedrich Merten)                 | 5회       | 27척      | 170,151 톤 |
| 8위  | 헤르베르트 슐체 (Herbert Schultze)                           | 8회       | 26척      | 169,709 톤 |
| 9위  | 귄터 프린 (Guenther Prien)                                   | 10회      | 30척      | 162,769 톤 |
| 10위 | 게오르그 라센 (Georg Lassen)                                 | 4회       | 26척      | 156,082 톤 |
| 11위 | 요아힘 쉐프케 (Joachim Schepke)                              | 14회      | 37척      | 155,882 톤 |
| 12위 | 베르너 헨케 (Werner Henke)                                   | 7회       | 24척      | 155,714 톤 |
| 13위 | 카를 에머만 (Karl Emmermann)                                 | 5회       | 26척      | 152,080 톤 |
| 14위 | 하인리히 블리흐로트 (Heinrich Bleichrodt)                    | 8회       | 24척      | 151,260 톤 |
| 15위 | 로베르트 기재 (Robert Gysae)                                 | 8회       | 25척      | 146,815 톤 |
| 16위 | 에른스트 칼스 (Ernst Kals)                                   | 5회       | 20척      | 145,656 톤 |
| 17위 | 요한 모르 (Johann Mohr)                                      | 6회       | 27척      | 129,292 톤 |
| 18위 | 클라우스 숄츠 (Klaus Scholtz)                                | 8회       | 25척      | 128,190 톤 |
| 19위 | 아돌프 코르넬리우스 피닝 (Adolf Cornelius Piening)           | 8회       | 25척      | 126,664 톤 |
| 20위 | 헬무트 비테 (Helmut Witte)                                   | 4회       | 23척      | 119,554 톤 |
| 21위 | 군터 헤슬러 (Gunter Hessler)                                 | 3회       | 21척      | 118,822 톤 |
| 22위 | 에른스트 바우어 (Ernst Bauer)                                | 5회       | 25척      | 118,560 톤 |
| 23위 | 엥겔베르트 엔드라스 (Engelbert Endrass)                      | 10회      | 22척      | 118,528 톤 |
| 24위 | 라인하르트 하데겐 (Reinhard Hardegen)                        | 5회       | 22척      | 115,656 톤 |
| 25위 | 베르너 하트만 (Werner Hartmann)                              | 4회       | 26척      | 115,337 톤 |
| 26위 | 한스 예니쉬 (Hans Jenisch)                                   | 6회       | 17척      | 110,139 톤 |
| 27위 | 리하르트 차프 (Richard Zapp)                                 | 5회       | 16척      | 106,200 톤 |
| 28위 | 빅토르 외른 (Victor Oehrn)                                   | 4회       | 23척      | 103,821 톤 |
| 29위 | 유르겐 외스텐 (Jurgen Oesten)                                | 13회      | 19척      | 101,744 톤 |
| 30위 | 빌헬름 롤만 (Wilhelm Rollmann)                               | 8회       | 22척      | 101,519 톤 |
| 31위 | 에르빈 로스틴 (Erwin Rostin)                                 | 2회       | 17척      | 101,321 톤 |
| 32위 | 한스 루드비히 비트 (Hans-Ludwig Witt)                        | 3회       | 19척      | 100,773 톤 |
| 33위 | 군터 크레흐 (Gunther Krech)                                  | 10회      | 19척      | 100,771 톤 |
| 34위 | 하랄트 겔하우스 (Harald Gelhaus)                             | 11회      | 19척      | 100,373 톤 |
| 35위 | 베르너 하르텐쉬타인 (Werner Hartenstein)                     | 5회       | 20척      | 97,504 톤  |
| 36위 | 프리츠 율리우스 렘프 (Fritz-Julius Lemp)                     | 10회      | 20척      | 96,639 톤  |
| 37위 | 아달베르트 슈니 (Adalbert Schnee)                            | 12회      | 23척      | 96,547 톤  |
| 38위 | 라인하르트 주렌 (Reinhard Suhren)                            | 6회       | 18척      | 95,544 톤  |
| 39위 | 카를 하인츠 묄레 (Karl-Heinz Moehle)                         | 10회      | 21척      | 93,197 톤  |
| 40위 | 게오르그 빌헬름 슐츠 (Georg-Wilhelm Schulz)                  | 8회       | 19척      | 89,886 톤  |
| 41위 | 게오르그 슈베 (Georg Schewe)                                 | 10회      | 16척      | 85,779 톤  |
| 42위 | 한스 게오르그 프리드리히 포스케 (Hans-Georg Friedrich Poske) | 4회       | 16척      | 85,299 톤  |
| 43위 | 울리히 하이세 (Ulrich Heyse)                                 | 5회       | 12척      | 83,639 톤  |
| 44위 | 울리히 폴커스 (Ulrich Folkers)                               | 5회       | 17척      | 82,873 톤  |
| 45위 | 헤르베르트 쿠피쉬 (Herbert Kuppisch)                         | 14회      | 16척      | 82,108 톤  |
| 46위 | 유르겐 바텐베르크 (Jurgen Wattenberg)                        | 3회       | 14척      | 82,027 톤  |
| 47위 | 롤프 무젤부르크 (Rolf Mutzelburg)                            | 8회       | 19척      | 81,987 톤  |
| 48위 | 베르너 빈터 (Werner Winter)                                  | 5회       | 15척      | 79,302 톤  |
| 49위 | 프리츠 프라우엔하임 (Fritz Frauenheim)                       | 9회       | 19척      | 78,853 톤  |
| 50위 | 위르겐 폰 로젠틸 (Jurgen von Rosenstiel)                     | 4회       | 14척      | 78,843 톤  |